# 音乐盛典咪咕汇
音乐盛典咪咕汇是中国移动旗下音乐门户咪咕音乐为盘点每年音乐发展状况，连续打造的华语乐坛首个数字音乐颁奖典礼。据介绍，作为中国首个进行互联网和移动互联网直播的颁奖盛典，咪咕汇自2007年第一届启动卫视直播，2009年第四届开启移动互联网直播以来，单场直播观看数据逐年创新高。截至第十届，咪咕汇累积直播观看人次已突破3.43亿。

## 奖杯
咪咕汇奖杯造型为咪咕音乐卡通形象公仔。

## 获奖名单

### 第一届无线音乐颁奖盛典
- 2007年1月14日 中国北京 北京展览馆[3]

| 用户数据奖项 - 年度最畅销港台男歌手：光良 - 年度最畅销港台女歌手：陈慧琳 - 年度最畅销内地男歌手：郑源 - 年度最畅销内地女歌手：周笔畅 - 年度最畅销港台专辑奖：潘玮柏《高手》 - 年度最畅销内地专辑奖：郑源《一万个理由》 - 年度最畅销首发单曲奖：周杰伦《黄金甲》 - 年度最畅销个性彩铃奖：酷兔兔《求你别打我手机》、吾酷《我赚钱啦》 - 年度十大畅销金曲奖：庞龙《你是我的玫瑰花》、布仁巴雅尔《吉祥三宝》、郑源《一万个理由》、誓言《求佛》、王力宏《大城小爱》、王强《秋天不回来》、郭美美《不怕不怕》、潘玮柏/弦子《不得不爱》、谭咏麟《披着羊皮的狼》、SHE《不想长大》 - 年度最畅销对唱奖曲奖：潘玮柏/弦子《不得不爱》 - 年度最畅销组合奖(内地)：凤凰传奇 - 年度最畅销组合奖(港台)：信乐团 - 年度最畅销新人奖(内地)：王强 - 年度最畅销新人奖(港台)：郭美美 - 年度最畅销影视金曲奖(内地)：周笔畅《号码》 - 年度最畅销影视金曲奖(港台)：成龙/金喜善《神话》 - 年度最具影响力组合奖：花儿乐队 - 年度最具影响力歌手：李宇春 评委类奖项 - 年度最畅销作词奖：戴佩妮《淡水河边》 - 年度最畅销作曲奖：周传雄 - 年度最畅销改编歌曲奖：罗志祥 - 年度最畅销无线原创奖(内地)：胡彦斌 - 年度最畅销无线原创奖(港台)：吴克群 - 无线音乐年度飞跃奖(内地)：张靓颖 - 无线音乐年度飞跃奖(港台)：F.I.R. - 无线音乐俱乐部特别推荐奖(内地)：张靓颖 - 无线音乐俱乐部特别推荐奖(港台)：罗志祥 - 无线音乐年度贡献奖：张靓颖、李宇春、周笔畅 票选类奖项 - 无线音乐生力军奖金奖：厉娜 - 无线音乐生力军奖银奖：王啸坤 - 无线音乐生力军奖铜奖：许飞 |

### 第二届无线音乐年度盛典
- 2008年1月13日 中国上海 上海大舞台[4]

| - 年度最高销量男歌手：周杰伦 - 年度最高销量女歌手：蔡依林 - 年度最畅销季度金曲奖：周杰伦 - 无线音乐最佳新人：陈楚生 - 无线音乐最佳金曲下载歌手：欢子《十八子》 - 无线音乐搜索超人气新人：BOBO - 无线音乐搜索超人气歌手：陈奕迅 - 无线音乐首发劲爆金曲：周杰伦《不能说的秘密》 - 无线音乐最高销量组合：S.H.E - 无线音乐推广贡献杰出人物：黄晓明、潘玮柏、S.H.E、周杰伦 - 年度最畅销对唱奖曲奖：陶喆/蔡依林《今天你要嫁给我》 - 无线音乐搜索超人气创作歌手：张震岳 - 无线音乐全曲下载超人气歌手：王力宏 - 无线音乐最畅销说唱金曲：S.H.E《中国话》 - 无线音乐最佳嘻哈歌手：潘玮柏 - 无线音乐最畅销个性作品：酷兔兔《蓝色多瑙河》 - 无线音乐最畅销网络歌曲：王强《不想让你哭》 - 无线音乐最具潜力创作偶像：薛之谦 - 无线音乐最畅销劲舞金曲：蔡依林《爱情36计》 - 最畅销影视金曲奖：陈奕迅《爱情转移》 - 最畅销粤语金曲奖：陈奕迅《富士山下》 |

### 第三届无线音乐咪咕汇
- 2008年12月28日 中国北京 工人体育馆[5]

| 歌曲类奖项 - 无线音乐最畅销电影金曲：周杰伦《彩虹》 - 无线音乐最畅销对唱金曲：王力宏/Selina《你是我心内的一首歌》 - 无线音乐最畅销嘻哈金曲：潘玮柏《玩酷》 - 无线音乐最畅销流行摇滚金曲：王力宏《改变自己》 - 无线音乐最畅销抒情金曲：陈楚生《有没有人告诉你》 - 无线音乐最畅销首发金曲：李宇春《少年中国》 - 无线音乐最畅销首发专辑：光良《右手边》 - 无线音乐单曲销量最高纪录金曲：刘欢/莎拉·布莱曼《我和你》 - 无线音乐最具爱心金曲：成龙《生死不离》 - 无线音乐最具影响力奥运歌曲：《我和你》、《北京欢迎你》、《点燃激情 传递梦想》、《难说再见》、《we are ready》、《我是明星》 歌手类奖项 - 无线音乐最具潜力新人男歌手：萧敬腾 - 无线音乐最具潜力新人女歌手：王若琳 - 无线音乐搜索超人气跨界歌手：黄晓明 - 无线音乐搜索超人气男歌手：潘玮柏 - 无线音乐搜索超人气女歌手：张靓颖 - 无线音乐搜索超人气组合：S.H.E - 无线音乐全曲下载最畅销歌手：王力宏 - 无线音乐最佳创作歌手：周杰伦 - 无线音乐最高销量男歌手：周杰伦 - 无线音乐最高销量女歌手：蔡依林 - 无线音乐最高销量组合：S.H.E - 无线音乐奥运推广杰出歌手：成龙、刘德华、刘欢、莫文蔚、孙楠、谭晶、汪峰、周华健、周杰伦 |

### 第四届无线音乐咪咕汇
- 2009年12月20日 中国北京 五棵松体育馆[6]

| 歌曲类奖项 - 无线音乐最畅销电音金曲：莫文蔚《密流》 - 无线音乐最畅销劲舞金曲：潘玮柏《双人舞》 - 无线音乐最畅销对唱金曲：林俊杰/蔡卓妍《小酒窝》 - 无线音乐首发数字专辑：莫文蔚《回蔚》 - 无线音乐最畅销首发金曲：萧亚轩《闪闪惹人爱》、王菲《我爱你》、陈楚生《明天》、丁当/周华健《突然想爱你》、梁咏琪《礼物》、孙楠《兄弟一场》、萧亚轩《钻石糖》、陈楚生《红星照我去战斗》、孙楠《痛快》、方大同《为你写的歌》 - 无线音乐最畅销首发专辑：李宇春《李宇春》 歌手类奖项 - 无线音乐全曲下载专辑最畅销女歌手：蔡依林 - 无线音乐全曲下载专辑最畅销男歌手：王力宏 - 无线音乐最佳海外歌手：Super Junior-M - 无线音乐最畅销男歌手：潘玮柏 - 无线音乐最畅销女歌手：蔡依林 - 无线音乐最具潜力新人：By2 - 无线音乐搜索超人气女歌手：张靓颖 - 无线音乐最高销量男歌手：孙楠 - 无线音乐最高销量女歌手：韩红 - 无线音乐最高销量组合：S.H.E |

### 第五届无线音乐盛典咪咕汇
- 2011年6月24日 中国北京 工人体育馆[7]

| 歌曲类奖项 - 中国移动无线音乐年度最畅销对唱金曲：S.H.E/周定纬《两个人的荒岛》 - 中国移动无线音乐年度最畅销传唱金曲：王菲《传奇》 - 中国移动无线音乐年度最畅销劲舞金曲：萧亚轩《潇洒小姐》 - 中国移动无线音乐年度最畅销翻唱金曲：刘德华《人办》 - 中国移动无线音乐年度最畅销民风金曲：萨顶顶《天地记》 - 中国移动无线音乐年度最畅销创作金曲：周杰伦《烟花易冷》 - 中国移动无线音乐年度最畅销K歌金曲：郁可唯《指望》 - 中国移动无线音乐年度最畅销数字专辑：吴克群《寄生》 - 中国移动无线音乐年度最畅销专辑：S.H.E《SHERO》 歌手类奖项 - 中国移动无线音乐年度试听超人气女歌手：张靓颖 - 中国移动无线音乐年度试听超人气男歌手：周杰伦 - 中国移动无线音乐官网年度搜索超人气歌手：韩庚 - 中国移动无线音乐年度搜索超人气女歌手：蔡依林 - 中国移动无线音乐年度搜索超人气男歌手：周杰伦 - 中国移动无线音乐年度最高销量内地新人：MIC男团 - 中国移动无线音乐年度最高销量港台新人：田馥甄 - 中国移动无线音乐年度最高销量海外组合：Wonder Girls - 中国移动无线音乐年度最高销量内地女歌手：李宇春 - 中国移动无线音乐年度最高销量内地男歌手：陈楚生 - 中国移动无线音乐年度最高销量港台女歌手：萧亚轩 - 中国移动无线音乐年度最高销量港台男歌手：周杰伦 - 中国移动无线音乐俱乐部年度艺人：韩庚 - 建党90周年特别献礼金曲：汤灿《开始》、蒋大为《最美的歌儿献给妈妈》、宋祖英《荷花缘》/《一路阳光》 、谭晶《东方》黄圣依《天音》 |

### 第六届无线音乐盛典咪咕汇
- 2012年12月8日 中国四川成都 成都体育中心[8]

| - 年度最佳歌手：张靓颖 - 年度特别贡献奖：周杰伦 - 年度最受欢迎内地男歌手：韩庚 - 年度最受欢迎内地女歌手：李宇春 - 年度最受欢迎港台男歌手：周杰伦 - 年度最受欢迎港台女歌手：容祖儿 - 年度最受欢迎组合：MIC男团 - 年度最畅销专辑奖：张杰《最接近天堂的地方》 - 年度最佳主旋律艺人：蒋大为 - 年度最受欢迎海外歌手：金贤重 - 年度最佳合作音乐团队：中国好声音 - 年度最佳合作个人王黎光 - 年度最受欢迎词曲作者：方文山 - 年度最受欢迎音乐制作人：谭伊哲 - 年度最受欢迎新人：曲婉婷 - 年度最受欢迎创作歌手：胡彦斌 - 年度最畅销金曲奖：徐良/汪苏泷《后会无期》、李宇春《对不起只是忽然想起你》、黄小琥《愈爱愈明白》、许嵩《天龙八部之宿敌》、周杰伦《皮影戏》、张靓颖/阿弟仔《美丽与勇敢》、容祖儿《正好》、张杰《秋天的童话》、杨幂《爱的供养》、周华健《花旦》 |

### 第七届无线音乐盛典咪咕汇
- 2013年12月7日 中国云南昆明 新亚洲体育场[9]

| - 年度最佳歌手：周杰伦 - 年度最受欢迎内地男歌手：张杰 - 年度最受欢迎内地女歌手：张靓颖 - 年度最受欢迎港台男歌手：潘玮柏 - 年度最受欢迎港台女歌手：陶晶莹 - 年度最受欢迎组合：苏打绿 - 年度最畅销专辑奖：周杰伦《十二新作》 - 年度最佳合作组合：九月奇迹 - 年度最佳合作个人：张超 - 年度最受欢迎创作男歌手：金志文 - 年度最受欢迎创作女歌手：曲婉婷 - 最具影响力男歌手：孙楠 - 最具影响力女歌手：周笔畅 - 最佳人气男歌手：许嵩 - 最佳人气女歌手：张靓颖 - 年度独立音乐人销量奖：金泽 - 抒情回忆金曲：胡夏《学着走》 - 影视金曲：陈奕迅《稳稳的幸福》 - 爵士靓舞金曲：黄小琥《不爱最大》 - 清新柔情金曲：光良《给力》 - 动情燃泪金曲：温岚《了解》 - 个性张扬金曲：周笔畅《肋骨(Unlock)》 - 新民族风金曲：陈楚生《映山红》 - 青春活力金曲：黄征《自在远行》 - 网游金曲：汪苏泷《三国杀》 - 魅力热舞金曲：潘玮柏《24个比利》 |

### 第八届无线音乐盛典咪咕汇
- 2014年12月13日 中国广东深圳 深圳湾体育中心春茧体育场[10]

### 第九届音乐盛典咪咕汇
- 2015年12月5日 中国四川成都 电子科技大学清水河校区体育馆[11]

### 第十届音乐盛典咪咕汇
- 2016年12月3日 中国上海 梅赛德斯-奔驰文化中心[12]

| - 十年10大金曲：周杰伦《稻香》、王菲《传奇》、S.H.E《爱上你》、李宇春《下个，路口，见》、光良《右手边》、蔡依林《即时生效》、张杰《这就是爱》、梁静茹《会呼吸的痛》、陈奕迅《稳稳的幸福》、张靓颖《如果这就是爱情》 - 十年最佳男歌手：周杰伦 - 十年最佳女歌手：蔡依林 - 十年最佳乐团：五月天 - 十年最佳彩铃销量歌手：张靓颖 - 十年最畅销专辑：蔡依林《花蝴蝶》 - 十年最具号召力歌手：李宇春 - 十年最受欢迎歌手：陈奕迅 - 十年最具影响力歌手：周杰伦 - 年度十大金曲：陈奕迅《人生马拉松》、薛之谦《演员》、田馥甄《小幸运》、张靓颖《我的梦》、邓紫棋《多远都要在一起》、李易峰《请跟我联络》、周杰伦《告白气球》、吴亦凡《July》、五月天《后来的我们》、丁当《当我的好朋友》 - 年度最佳粤语专辑：陈奕迅《准备中》 - 年度最佳国语专辑：邓紫棋《新的心跳》 - 年度最佳男歌手：陈奕迅 - 年度最佳女歌手：蔡依林 - 年度港台最受欢迎男歌手：周杰伦 - 年度港台最受欢迎女歌手：邓紫棋 - 年度内地最受欢迎男歌手：吴亦凡 - 年度内地最受欢迎女歌手：李宇春 - 年度最受欢迎乐团：五月天 - 年度最受欢迎唱唱作歌手：窦靖童 - 年度最受欢迎新人：苏运莹 - 年度飞跃男歌手：方大同 - 年度飞跃女歌手：彭佳慧 - 年度最佳演唱会：李宇春 - 年度最佳突破歌手：张靓颖 - 年度最佳号召力歌手：五月天 - 年度最佳人气男歌手：五月天 - 年度最佳人气女歌手：邓紫棋 |

### 第十一届音乐盛典咪咕汇
- 2017年12月16日 中国上海 梅赛德斯-奔驰文化中心[13]

| - 年度最佳专辑：薛之谦《渡》 - 年度最佳男歌手：吴亦凡 - 年度最佳女歌手：蔡依林 - 年度最佳彩铃销量歌手：薛之谦 - 年度港台最受欢迎男歌手：陈奕迅 - 年度港台最受欢迎女歌手：邓紫棋 - 年度内地最受欢迎男歌手：李荣浩 - 年度内地最受欢迎女歌手：张靓颖 - 年度最受欢迎乐团：TFBOYS - 年度最受欢迎原创音乐人：陈粒 - 年度最受欢迎舞台表现奖：蔡依林 - 年度飞跃歌手：卫兰 - 年度飞跃组合：SNH48 - 年度最佳突破歌手：王嘉尔 - 年度最具号召力歌手：吴亦凡 - 年度最具号召力乐团：TFBOYS - 年度最佳人气男歌手：薛之谦 - 年度最佳人气女歌手：邓紫棋 - 年度10大金曲：薛之谦《高尚》、张靓颖《思美人》、邓紫棋《光年之外》、蔡依林《We Are One》、吴亦凡《6》、7Senses《Like a Diamond》、TFBoys《我们的时光》、李荣浩《嗯》、鞠婧祎《想你了》、赵雷《成都》 |

### 第十二届无线音乐盛典咪咕汇
- 2018年12月8日 中国上海 梅赛德斯-奔驰文化中心[14]

| - 年度10大金曲：张惠妹《连名带姓》、五月天《后来的我们》、薛之谦《摩天大楼》、邓紫棋《倒数》、蔡徐坤《Wait Wait Wait》、袁娅维《说散就散》、徐佳莹《言不由衷》、莫文蔚《慢慢喜欢你》、TFBoys《我们的时光》、毛不易《牧马城市》 - 年度最佳专辑：张惠妹《偷故事的人》 - 年度最佳数字专辑：NINE PERCENT《TO THE NINES》 - 年度最佳男歌手：薛之谦 - 年度最佳女歌手：邓紫棋 - 年度最佳乐团：五月天 - 年度最佳彩铃销量歌手：蔡徐坤 - 年度港台最受欢迎男歌手：陈奕迅 - 年度港台最受欢迎女歌手：莫文蔚 - 年度内地最受欢迎男歌手：薛之谦 - 年度内地最受欢迎女歌手：袁娅维 - 年度最受欢迎组合：NINE PERCENT - 年度最佳突破歌手：徐佳莹 - 年度最佳华语号召力歌手：张惠妹 - 年度最佳华语号召力乐团：五月天 - 年度最佳人气男歌手（组合）：NINE PERCENT - 年度最佳人气女歌手：邓紫棋 - 年度最佳人气唱作人：李剑青 - 年度最佳人气新人：朱兴东 - 咪咕音乐现场最佳表现奖：徐佳莹 |

### 第十三届无线音乐盛典咪咕汇
- 2019年12月14日 中国广州 寶能國際體育演藝中心

| - 年度10大金曲：蔡依林《怪美的》、五月天《后来的我们》、薛之谦《木偶人》、張碧晨《漂流》、蔡徐坤《Young》、郁可唯《路过人间》、胡夏、郁可唯《知否知否》、梁静茹《慢冷》、周杰倫《说好不哭》、華晨宇《齐天》 - 年度最佳专辑：薛之谦《怪咖》 - 年度最佳男歌手：華晨宇 - 年度最佳女歌手：梁静茹 - 年度最佳乐团：五月天 - 年度最佳彩铃销量歌手：薛之谦 - 年度港台最受欢迎男歌手：周杰倫 - 年度港台最受欢迎女歌手：蔡依林 - 年度内地最受欢迎男歌手：華晨宇 - 年度内地最受欢迎女歌手：張碧晨 - 年度最佳突破歌手：郁可唯 - 年度最佳华语号召力男歌手：蔡徐坤 - 年度最佳华语号召力女歌手：蔡依林 - 年度最佳华语号召力乐团：五月天 - 年度最佳人气男歌手（组合）：蔡徐坤 - 年度最佳人气女歌手：張碧晨 - 年度最佳人气唱作人：赵泳鑫 - 年度最佳人气新人：苟瀚中 - 咪咕音乐现场最佳表现奖：胡夏 |

### 第十四届无线音乐盛典咪咕汇
- 2020年12月5日 中国广州 寶能國際體育演藝中心

| - 年度10大金曲：潘玮柏《爱你3000》、袁娅维《不亏不欠》、重塑雕像的权利《Laugh from the time》、邓紫棋《句号》、蔡徐坤《情人》、袁娅维《不亏不欠》、陳立農《幸福特写》、孟美岐《有种》、刘雨昕《就是你》、毛不易《二零三》 - 年度最佳专辑：邓紫棋《摩天动物园》 - 年度最佳男歌手：蔡徐坤 - 年度最佳女歌手：張靚穎 - 年度最佳乐团：五月天 - 年度最佳彩铃销量歌手：毛不易 - 年度港台最佳男歌手：陳奕迅 - 年度港台最佳女歌手：邓紫棋 - 年度港台最受欢迎男歌手：陳立農 - 年度港台最受欢迎女歌手：歐陽娜娜 - 年度内地最受欢迎男歌手：蔡徐坤 - 年度内地最受欢迎女歌手：張靚穎 - 年度最佳突破歌手：袁娅维 - 年度最佳华语号召力歌手：潘玮柏 - 年度最佳华语号召力乐团：五月天 - 年度最佳人气男歌手（组合）：蔡徐坤 - 年度最佳人气女歌手：孟美岐 - 年度最佳人气唱作人：陈红鲤 - 年度最佳人气新人：ONER - 年度最受欢迎舞台表现：硬糖少女303 |

### 第十五届无线音乐盛典咪咕汇
- 2021年12月25日

| - 年度10大金曲：薛之谦《变废为宝》、黑豹乐队《重启》、艾辰《错位时空》、周深《光亮》、刘若英《黄金年代》、陈奕迅《是但求其爱》、欧阳娜娜《无名浪潮》、许嵩《乌鸦》、Sunnee《瘾》、五月天《因为你所以我》 - 年度最佳专辑：邓紫棋《摩天动物园》、薛之谦《天外来物》 - 年度最佳男歌手：薛之谦 - 年度最佳女歌手：李宇春 - 年度最佳乐团：五月天 - 年度最佳乐队：黑豹乐队 - 年度最佳彩铃歌曲：黄霄云《星辰大海》 - 年度港台最佳男歌手：陳奕迅 - 年度港台最佳女歌手：邓紫棋 - 年度最佳突破歌手：Sunnee - 年度唱作歌手：邓紫棋 - 年度榜样歌手：周深 - 年度风尚歌手：李宇春 - 年度创作歌手：许嵩 - 年度最佳人气唱作人：谢春花 - 年度最佳人气新人：马栗 - 年度最受欢迎舞台表现：周深 - 年度说唱歌手：王琳凯 |

### 第十七届无线音乐盛典咪咕汇
- 2025年4月19日

| - 年度10大金曲：刀郎《罗刹海市》、张碧晨《笼》、周杰伦《圣诞星》、刀郎《花妖》、周深《小美满》、时代少年团《楼外楼》、薛之谦《在那天回不去的路上》、李宇春《周末愉快》、许嵩《如谜》、邓紫棋《唯一》 - 年度最佳专辑：薛之谦《守村人》 - 年度最佳男歌手：周深 - 年度最佳女歌手：张碧晨 - 年度内地最受欢迎男歌手：周深 - 年度内地最受欢迎女歌手：李宇春 - 年度最佳创作女歌手：张碧晨 - 年度华语最具影响力男歌手：张信哲 - 年度华语最具影响力女歌手：李宇春 - 年度海外最佳唱作人：刘宪华 - 年度最具潜力男歌手：井胧、吕思纬 - 年度最具潜力女歌手：白安、赖美云、张紫宁 |